# Belonepterygion fasciolatum
Belonepterygion fasciolatum is een straalvinnige vissensoort uit de familie van rifwachters of rondkoppen (Plesiopidae). De wetenschappelijke naam van de soort is voor het eerst geldig gepubliceerd in 1889 door Ogilby.